# Callicarpa subpubescens
Callicarpa subpubescens là một loài thực vật có hoa trong họ Hoa môi. Loài này được Hook. & Arn. mô tả khoa học đầu tiên năm 1838.